# Günther Kaip
Günther Kaip (* 1960 in Linz) ist ein österreichischer Schriftsteller.

## Biografie
Günther Kaip wurde in Linz geboren und zog 1980 nach Wien; seit 1991 ist er freier Schriftsteller. Er veröffentlicht in Anthologien, Literaturzeitschriften und Zeitungen, ist Autor von Lyrik, Erzählungen, Romanen, Hörspielen, Kinderbüchern, Wortbildarbeiten und Tonobjekten. Kaip arbeitet auch für den Österreichischen Rundfunk ORF. Für sein literarisches Werk erhielt er mehrere Preise und Stipendien. 2024 wurde Günther Kaip mit dem Kunstwürdigungspreis der Stadt Linz im Bereich Literatur und Kulturpublizistik ausgezeichnet.
2007 gestaltete er gemeinsam mit Reinhold Aumaier eine Ausstellung im Literaturhaus Wien unter dem Titel Kokon. 2024 stellte er im Literaturhaus Wien Zeichnungen und Tonskulpturen unter dem Titel Tanz den Körper aus. Texte von Günther Kaip wurden ins Englische, Russische, Polnische, Spanische und Türkische übersetzt. Günther Kaip ist Mitglied der Grazer Autorinnen Autorenversammlung.

## Werke
- Marco. Jugendbuch. Verlag Carl Ueberreuter, Wien 1991, ISBN 3-8000-2353-9.
- Andersland. Roman. Christian Brandstätter Verlag, Wien 1994.
- Lichterloh. Ein Bericht. Prosa. Edition Das fröhliche Wohnzimmer, Wien 1996.
- Novak. Groteske. Resistenz Verlag, Linz 1996.
- Nacht und Tag. Eine Tirade. Prosa. Resistenz Verlag Linz 1998 und Ritter Verlag Klagenfurt 2004, ISBN 3-85415-361-9.
- Momentaufnahmen. Kurzprosazyklus. Autorenverlag Matern, Duisburg 1999.
- Vademekum für den Körper. Eine Bestandsaufnahme. Lyrik. Das fröhliche Wohnzimmer, Wien 2001.
- Umarmungen im Windkanal. Prosa und Lyrik. Ritter Verlag, Klagenfurt 2002, ISBN 3-85415-326-0.
- Kurt. Kinderbuch (Illustrationen v. Angelika Kaufmann). Niederösterreichisches Pressehaus, St. Pölten 2003, ISBN 3-85326-266-X.
- Trash. Erzählung. M.E.L. Kunsthandel, Wien 2003, ISBN 3-9501845-1-1.
- Der Schneemann. Kinderbuch (Illustrationen v. Angelika Kaufmann). Niederösterreichisches Pressehaus, St. Pölten 2005, ISBN 3-85326-301-1.
- Zwischen Zwang und Zwischenfall. Prosa. Das fröhliche Wohnzimmer, Wien 2005.
- Die Milchstraße. Erzählungen. Arovell Verlag, Gosau 2007.
- Im Fluss. Miniaturen. Klever Verlag, Wien 2008.
- Katarakte. Wortbilder und Miniaturen. Arovell Verlag, Gosau 2009.
- Im Fahrtwind. Miniaturen. Klever Verlag, Wien 2010, ISBN 978-3-902665-15-7.[5]
- Im Rhythmus der Räume. Miniaturen. Klever Verlag, Wien 2012.
- wenn du an deiner himmelsschraube drehst. Gedichte mit Zeichnungen von Angelika Kaufmann. Mitter Verlag, Wels 2013[6]
- Kiesel. Gedichte. Klever Verlag, Wien 2014.
- Ankerplätze. Ein Journal. Klever Verlag, Wien 2017, ISBN 978-3-903110-16-8.[7]
- Eine Membran sind wir. Gedichte. Verlag Bibliothek der Provinz, Weitra 2018, ISBN 978-3-99028-739-2.
- Rückwärts schweigt die Nacht. Lyrik und Prosa. Klever Verlag, Wien 2022.
- Miniatures. Prosaminiaturen ins Englische von Hillary Keel und Matthias Goldmann übersetzt. Interactive Publications, Queensland, Australia, 2024.
- Die Spannweiten der Welt. Prosa. Klever Verlag, Wien 2025